# You All Look the Same to Me
Albums de Archive
Take My Head
(1999) Michel Vaillant
(2003)
You All Look the Same to Me est le troisième album du groupe britannique Archive, sorti en 2002. Il marque l'arrivée du chanteur Craig Walker dans le groupe, avec qui il collaborera sur Noise ainsi que sur la bande originale du film Michel Vaillant. Le groupe prend ici un tournant, enrichissant son œuvre électro de sonorité rock assez psychédélique. Tout en conservant les bases qui ont fait de Londinium et Take My Head des succès, le groupe s'ouvre réellement au public grâce aux sonorités rock, parfois hard rock, insufflées dans les différentes pistes de l'album (Fool). Tantôt résolument électro (comme la deuxième partie du titre Again), tantôt pop voire trip hop (Finding It So Hard), le groupe se fait, grâce à cet album, connaître du grand public.

## Titres
| No  | Titre              | Auteur                                | Chant                 | Durée |
| --- | ------------------ | ------------------------------------- | --------------------- | ----- |
| 1.  | Again              | Keeler / Griffiths, Walker            | Craig Walker          | 16:19 |
| 2.  | Numb               | Keeler, Griffiths / Walker, Griffiths | Craig Walker          | 5:47  |
| 3.  | Meon               | Keeler                                | Craig Walker, Maria Q | 5:43  |
| 4.  | Goodbye            | Keeler                                | Craig Walker          | 5:38  |
| 5.  | Now And Then       | Griffiths                             | Maria Q               | 1:22  |
| 6.  | Seamless           | Keeler, Griffiths                     |                       | 1:43  |
| 7.  | Finding It So Hard | Keeler                                | Craig Walker, Maria Q | 15:33 |
| 8.  | Fool               | Keeler                                | Craig Walker, Maria Q | 8:26  |
| 9.  | Hate               | Keeler, Griffiths / Griffiths, Walker | Craig Walker          | 3:41  |
| 10. | Need               | Walker                                | Craig Walker          | 2:27  |

| 1. | Absurd         | Keeler, Griffiths, Umaigba, Walker | 4:57  |
| 2. | Junkie Shuffle | Keeler, Griffiths, Walker          | 10:40 |
| 3. | Sham           | Keeler, Griffiths, Walker          | 5:03  |
| 4. | Men Like You   | Keeler, Griffiths, Walker          | 3:58  |

## Fiche technique
- Production : Archive
- Ingénieur du son : Pete Barraclough
- Mastering : Kevin Metcalfe

Le CD contient un lien OpenDisc.

## Musiciens additionnels
- Guitare : Pete Barraclough, Steve Harris, Dominic Brown
- Basse : Lee Pomeroy
- Batterie : Smiley, Steve Emney
- Viole / Violon : Annelise Truss
- Chant : Maria Q, Jane Wall
- Trompette : Carl Holt
- Harmonica : Alan Glen & Tom Brazelle
- Triangliste invitée : Anita Hill

## Autres
Le single Again est le succès qui a révélé Archive au grand public. La version longue disponible sur l'album a une durée de 16 minutes 19 secondes alors que la version radio n'en fait que 6. En effet, la partie la plus « grand public » (les six première minutes du morceau en réalité) a été privilégiée pour la diffusion sur les ondes. Le morceau ainsi amputé sera pourtant le porte-étendard du groupe et le fera connaître à travers le monde entier.